# سرف (سمك)
السَرْف هو فصيلة أسماك من الفرخيات.